# Nymphargus buenaventura
Nymphargus buenaventura är en groddjursart som först beskrevs av Diego F. Cisneros-Heredia och Yánez-Muñoz 2007.  Nymphargus buenaventura ingår i släktet Nymphargus och familjen glasgrodor. IUCN kategoriserar arten globalt som otillräckligt studerad. Inga underarter finns listade i Catalogue of Life.